# Kevin Kiley (homme politique)
Kevin Patrick Kiley, né le 30 janvier 1985 à Sacramento, est un avocat et homme politique américain. Membre du Parti républicain, il est représentant des États-Unis pour le 3e district de Californie depuis 2023. Il siège à l'Assemblée de l'État de Californie de 2016 à 2022. 

## Jeunesse et formation
Kiley a grandi dans la région de Sacramento, où son père était médecin et sa mère éducatrice spécialisée. Il a fréquenté les écoles publiques locales, notamment Cavitt Junior High School et Granite Bay High School,.
Il fréquente ensuite la faculté de droit de Yale, travaille comme rédacteur en chef du Yale Law Journal, et est commis à la Federal Reserve Bank of New York.

## Carrière politique
En 2016, il est élu à l'Assemblée de l'État de Californie. En mai 2016, Kiley a déclaré à The Sacramento Bee qu'il avait soutenu le gouverneur de l'Ohio , John Kasich, lors de l'élection présidentielle américaine de 2016.
Après avoir remporté un second mandat à l'Assemblée de l'État, Kiley se présente sans succès au Sénat de l'État dans le 1er district.

### Élection de rappel du gouverneur de Californie de 2021
Bien qu'il vote pour autoriser le gouverneur Newsom à utiliser 1 milliard de dollars de dépenses d'urgence en raison de la pandémie du Covid-19 en mars 2020, appelant « à faire confiance au gouverneur et à écouter ses conseils », il est plus tard influent dans la campagne du référendum révocatoire contre Newsom.
Le 6 juillet 2021, il annonce donc sa candidature au poste de gouverneur de Californie lors de l'élection révocatoire de 2021,,,. Selon le New York Times, il est l'un des « candidats républicains les plus modérés », tandis que le Los Angeles Times le considère, lui et John Cox, comme les « conservateurs les plus traditionnels ». Finalement le referendum n'aboutit pas à la destitution du gouverneur,.

### Postes vacants au Sénat des États-Unis
En 2020, il demande l'adoption d'une loi exigeant que le successeur de la candidate à la vice-présidence et sénatrice Kamala Harris soit élu par les électeurs californiens et non nommé par le gouverneur;  il a réitère ce point de vue lors de la campagne de révocation du gouverneur de 2021 en s'engageant à permettre aux électeurs de choisir un remplaçant pour la sénatrice Dianne Feinstein s'il devenait gouverneur et que son siège devenait vacant.

## Chambre des représentants des États-Unis
Le 29 décembre 2021, Kiley annonce qu'il se présentera à la Chambre des représentants des États-Unis dans le 3e district de Californie nouvellement redessiné. À la suite des élections du 8 novembre 2022, il est élu et siège à partir du 3 janvier 2023. Il est réélu le 5 novembre 2024.